# Konfederacja Ewangelicznych Kościołów Reformowanych

Chi-ro (☧) – starochrześcijański symbol, znajdujący się w logo Konfederacji

Konfederacja Ewangelicznych Kościołów Reformowanych (ang. Confederation of Reformed Evangelical Churches, w skrócie CREC) – została założona w 1998 roku w Stanach Zjednoczonych jako organizacja ewangelicznych kościołów reformowanych. Do Konfederacji należą różne kościoły kalwinistyczne, w tym prezbiteriańskie, reformowane oraz reformowanych baptystów na terenie Stanów Zjednoczonych, Kanady, Polski, Rosji, Japonii, Węgier, Ukrainy oraz Białorusi. Polski oddział Konfederacji został zorganizowany w 2003 r. jako Konfederacja Ewangelicznych Kościołów Reformowanych w Polsce.

## Nauka
Konfederacja swoje fundamentalne nauczanie opiera na klasycznym kalwinizmie, pozostawiając jednak kościołom członkowskim decyzje odnośnie do pewnych szczegółów (np. chrzest dorosłych / chrzest dzieci).
Ewangeliczne Kościoły Reformowane przyjmują:
- Westminsterskie Wyznanie Wiary - (1647)
- Amerykańskie Westminsterskie Wyznanie Wiary - (1788)
- Trzy Formy Jedności:
  - Belgijskie Wyznanie Wiary - (1561)
  - Katechizm Heidelberski - (1563)
  - Kanony z Dordrechtu - (1619)
- Londyńskie Wyznanie Wiary - (1689) z zastrzeżeniem ważności chrztu dzieci.
- Deklaracja z Savoy - (1658)
- Wyznanie Wiary Ewangelicznych Kościołów Reformowanych